# Ljustjärnen (Ljusnarsbergs socken, Västmanland, 664072-146097)
Ljustjärnen är en sjö i Ljusnarsbergs kommun i Västmanland och ingår i Norrströms huvudavrinningsområde.